# 赤十字国際委員会

赤十字社

国際赤十字・赤新月社連盟（IFRC）

赤十字国際委員会（せきじゅうじこくさいいいんかい、英: International Committee of the Red Cross, ICRC、仏: Comité international de la Croix-Rouge, CICR）は、戦時における中立かつ人道的な活動を行う国際機関（スイス法人）。1863年に創設され、本部はスイス・ジュネーブの平和通り19にある。国際赤十字・赤新月運動の7つ基本原則「人道・公平・中立・独立・奉仕・単一・世界性」に基づき、現在約20,000人以上の職員が100カ国以上で活動している。

## 設立経緯と沿革
1859年にソルフェリーノの戦いに出くわし、悲惨な光景を目の当たりにしたスイス人実業家のアンリ・デュナンは、その体験を元に『ソルフェリーノの思い出』を執筆。その中で、戦争の犠牲者に対する支援を改善するために、2つの提案を行った。
1. 戦場での負傷者と病人を敵・味方の区別なく救護するため、平時から救援団体を各国に組織すること
2. 戦時下の救護員や負傷者を保護することに関して国際的な条約を結んでおくなど、各国の同意を得ること

この2つの実現に向けて、1863年に「五人委員会」 (International Committee for Relief to the Wounded：傷者救護の為の国際委員会、またはCommittee of Five) がジュネーブに設立され、後に「赤十字国際委員会(ICRC)」となる。やがて各国に赤十字社・赤新月社が設立され、2018年現在、191の赤十字社・赤新月社が世界で活動している。2つ目のデュナンの提案は、1864年のジュネーブ条約（赤十字条約とも言われる）の起草の基礎にもなった。第二次世界大戦後、1949年に四つの条約に発展。ICRCは設立以来150年以上にわたり、ジュネーブ諸条約のもとで、捕虜、傷病者、文民そして紛争の犠牲者の生命と尊厳を保護・支援しながら、国際人道法および人道の原則の普及と促進に努めている。ICRCは、第一次世界大戦と第二次世界大戦で戦争捕虜や被災者救援のために大きな貢献をし、1917年と1944年にノーベル平和賞を受賞した。また創設100周年に当たる1963年にも、国際赤十字・赤新月社連盟とともに3度目のノーベル平和賞受賞を果たした。1990年には、国際連合総会決議によって総会オブザーバーの地位も付与されている。ちなみに、ノーベル平和賞が始まった1901年、栄えある第1回の受賞者となったのが、アンリ・デュナンである。

## 活動目的と任務
ICRCの主な活動目的は、武力紛争における犠牲者の保護・救援、そして国際人道法の普及である。戦時に適用されるジュネーブ諸条約および同条約の加入国の政府が参加する赤十字・赤新月国際会議によって公式に承認された独立の国際人道支援組織であり、NGOや国連機関とは異なる。また、ICRCは、国レベルの赤十字社の役割とも異なる。
紛争地域で災害・医療支援が行われる場合、ICRCが主導機関となることが多く、赤十字運動のパートナー機関と連携しながら任務にあたります。避難民への緊急物資の配付や、離散家族の追跡調査、医療サービスの提供などに加えて、民間人を守る国際人道法や赤十字規約の普及などにも共に取り組んでいます。

### 主要な任務
- 国際赤十字・赤新月運動の7つの基本原則（人道・公平・中立・独立・奉仕・単一・世界性）の維持と普及
- 各国赤十字社・赤新月社の承認、他国の赤十字社・赤新月社への通告
- ジュネーブ諸条約によって付託される任務の遂行、武力紛争に適用可能な国際人道法の履行を確保するための実施・推進
- 戦争や紛争の際の人道的な活動を行う中立機関として尽力する
- ジュネーブ諸条約に基づく中央追跡調査局の活動の確保
- 医療要員の訓練、医療機材の調達
- 赤十字・赤新月国際会議によって付託された任務の遂行

### 武力紛争において行われる具体的な活動
- 捕虜や文民の被拘束者の支援
  - 捕虜や文民の被拘束者、政治犯などが収容される拘禁施設の訪問
  - 適正な待遇への働きかけ
  - 救援物資の送達
  - 安否・追跡調査
  - 家族との通信（赤十字通信などを活用した離散家族の連絡回復事業など）
- 本国送還への協力
- 紛争犠牲者の救援
  - 武力紛争などの犠牲者に対する保護（軍人、文民の傷病者、難民、国内避難民など）
  - 食料や生活必需品などの救助
  - 医療援助
  - 義肢の製作と提供
  - 病院などに対する医療器具や医薬品などの供与
  - 家族の再会支援 など
- 国際人道法の発展・普及
  - 軍隊や一般の人々に対し、広報・教育によって国際人道法の普及活動を行う
  - 各国に対する国際人道法の批准・遵守などの働きかけ
  - 国際人道法の発展のための準備・推進

ICRCはこうした通常任務の他にも、状況や必要に応じて積極的かつ迅速な人道活動を行っている。たとえば、1996年のペルー日本大使公邸人質事件では、大使館内にいる人々の健康管理や家族との通信に携わった。

## 組織
ICRCの意思決定機関は理事会 (Assembly) であり、15名から25名までの理事(Members) によって構成される。理事はスイス国民から選出され、4年ごとに改選される。主要機関としては、理事会の他に評議会 (Assembly Council) と事務局 (Directorate) がある。
2008年から副総裁がクリスティーン・ベアリ。2012年7月から総裁 (President) がペーター・マウラー。

### 歴代総裁
＜出典：英語版・ドイツ語版Wikipedia記事＞
| 代 | 出身国 | 会長                               | 在任                            |
| -- | ------ | ---------------------------------- | ------------------------------- |
| 01 | スイス | アンリ・デュフール                 | 1863年02月17日 – 1864年03月13日 |
| 02 | スイス | ギュスターヴ・モアニエ             | 1864年03月13日 – 1910年08月21日 |
| 03 | スイス | グスタフ・アドール                 | 1910年 – 1928年03月31日         |
| 04 | スイス | マックス・フーバー                 | 1928年 – 1944年                 |
| 05 | スイス | カール・ヤーコプ・ブルクハルト     | 1945年01月01日 – 1948年         |
| 06 | スイス | パウル・ルイガー                   | 1948年02月10日 – 1955年09月01日 |
| 07 | スイス | レオポルド・ボアシェ               | 1955年09月01日 – 1964年10月01日 |
| 08 | スイス | サミュエル・ゴナール               | 1964年10月01日 – 1969年01月     |
| 09 | スイス | マルセル・ナヴィル                 | 1969年01月 – 1973年07月         |
| 10 | スイス | エリック・マーティン               | 1973年07月 – 1976年07月01日     |
| 11 | スイス | アレクサンドル・ヘイ               | 1976年07月01日 – 1987年05月     |
| 12 | スイス | コルネリオ・ソマルガ               | 1987年05月08日 – 1999年12月31日 |
| 13 | スイス | ヤコブ・ケレンベルガー             | 2000年01月01日 – 2012年06月30日 |
| 14 | スイス | ペーター・マウラー                 | 2012年07月01日 – 2022年09月30日 |
| 15 | スイス | ミリアナ・スポリアリッチ・エッゲー | 2022年10月01日 –                |

## 国際赤十字・赤新月運動
国際赤十字・赤新月運動（以下、赤十字運動）は、ICRC、国際赤十字赤新月社連盟 (IFRC) 、各国の赤十字社・赤新月社の3組織で構成されている。
各組織は財政・政策の面で独立していて、ICRCは紛争、IFRCは自然災害、各国赤十字社・赤新月社は主に国内で活動を展開し、それぞれの基本的な任務は異なっている。赤十字運動の最高決定機関は赤十字・赤新月国際会議と呼ばれ、この国際会議は原則として4年ごとに開催される。国際会議には、ジュネーヴ諸条約締約国政府の代表、ICRCの代表、IFRCの代表、各国赤十字社・赤新月社の代表が参加する。赤十字運動の各組織は独立しているが、活動上は連携しており、ICRCは各国赤十字社・赤新月社と連携して任務にあたっている。例えば日本赤十字社は、紛争地におけるICRCの支援活動に日本人職員（主に医療スタッフ）を派遣している。また追跡事業では、世界を網羅するICRCのネットワークに加え、各国に根を張る赤十字運動のネットワークも活用している。

## 赤十字国際委員会駐日事務所
赤十字国際委員会駐日事務所 (英: ICRC Mission in Tokyo) は、2009年2月3日に東京・汐留に正式開所。2011年4月に神谷町に、2017年2月に溜池山王に移転。2015年3月にスイス人のリン・シュレーダーが駐日代表に就任。2023年6月に榛澤祥子が11年ぶりの日本人代表として着任した。

### 駐日事務所開設の経緯
ICRCが初めて日本に事務所を設けたのは、1942年、場所は横浜であった。第二次世界大戦中の日本において、多くの捕虜を訪問し、赤十字通信を通じて家族の再会を実現させている。また、広島市の被爆者に手を差し伸べ、人々の支援と保護に尽力。1949年に代表部を閉じたが、その60年後に、再び日本に事務所を開設。
以前の日本は国際社会から支援を受ける側であったが、戦後60年以上が経ち現在では、支援を行う側に身を置いている。このため、ICRC駐日事務所の任務も180度異なり、国際社会における日本の地位に見合った貢献を政府に促し、協力することを目指している。
60年ぶりの駐日事務所開設に至った背景には、2004年にジュネーヴ条約の追加議定書を日本国政府が採択し、日本国内における国際人道法への関心が高まったことがある。さらにアジアは紛争や国内騒乱が多発している地域でもあり、人道活動の需要を見越してアジアに拠点を増やす必要性があることも、開設の背景にあった。国際舞台におけるアジアの影響力や存在感がますます強まることを見込み、今後ICRCは積極的に人道活動に携わる国が増えるとの見通しから、2005年7月に中華人民共和国に地域代表部を設立。マレーシアのクアラルンプール地域代表部やフィリピン代表部の機能も強化していた。
こうした流れの中、日本においてもICRCの認知度を高め、国際人道法の普及を促すことが重要となった。2008年2月に当時の総裁ヤコブ・ケレンベルガーが来日した際には、日本が今後ICRCにとって戦略的パートナーになると宣言。また2013年5月には、ペーター・マウラーが、内閣総理大臣安倍晋三と会談。日本が国際社会で果たすべき役割や今後の貢献、協力関係の強化などについて話し合った。現在、ICRCの日本人の国際要員（デレゲート）の積極採用など、日本において人的貢献も呼びかけている。

### 駐日事務所の主な活動目的
- 政府との連携
  - シンポジウムや討論会など各種イベントを共催し、国際情勢への関心の喚起
  - 外務省と情報共有し、世界の人道問題について定期的に意見交換を実施
- 防衛省との連携
  - 要請のもと、自衛隊に対して捕虜や被拘束者の保護など人道法に基づいた指導や養成、訓練などを実施。定期的には、紛争地域における活動の方法や手段などといった内容をブリーフィング
- 日本赤十字社との連携
  - 国際人道法の普及を目指し、家族の絆の回復や海外での人道的支援において連携
  - 緊密に連携し、広報活動を展開。イベントなどを通して、世界中の赤十字の幅広い活動をPR
- 広報活動
  - ICRCと赤十字運動の活動と世界の人道危機を広く伝え、赤十字への理解を深め、さらなる支援につながる広報を展開
  - 日本語のウェブサイトやSNSなどを活用。またメディアとも連携し、現場からの情報を発信
  - 大学や研究機関、シンクタンクと協力し、シンポジウムや研究会など公開の意見交換の場を開催
- 人道法の普及
  - 日本赤十字社と連携し、日本国内における人道法の普及に尽力
  - 日本で唯一の国際人道法の集中講座を、大学院生、政府関係者、ジャーナリスト、NGO関係者など幅広い背景を持つ人に対して開催。2013年に3回目を迎えた本講座では、英語コースが加わり、中国や韓国、台湾などからの受講者も参加

### 財政（寄付について）
ICRCの財政は各国政府からの任意の拠出金を軸に成り立っている。各国の拠出金は国連の分担金のように負担額が定められているわけではなく、拠出もあくまで自発的なものであり、各国の善意に委ねられている。
駐日事務所は一般に対して募金活動や資金集めをしていない。日本においては、ICRCの活動資金は一部、日本赤十字社が集めた募金から拠出されている。